# 島岡達三
島岡 達三（しまおか たつぞう、1919年（大正8年）10月27日 - 2007年（平成19年）12月11日）は、栃木県芳賀郡益子町の益子焼の陶芸家である。
「益子焼の中興の祖」である濱田庄司に師事し、「縄文象嵌技法」を考案し、陶芸：民芸陶器の重要無形文化財技術保持者（人間国宝）となった。

## 生涯

### 生い立ち
1919年（大正8年）10月27日、三代続いた組紐師の父・島岡米吉と母・かうの長男として、東京市芝区愛宕町（現・東京都港区愛宕）に生まれた。
1936年（昭和11年）、もともとは文系が志望であったが、技術者を優遇していたその当時の時代の風潮を懸念した父に工業系を勧められたため、東京府立高等学校高等科理科に入学し、そして1939年（昭和14年）には東京工業大学窯業学科に入学した。
しかしもともと美的な才能があったから進んだ道ではなかったため、どうしようかと思案した末に、学んだ科学的知識を生かせる釉薬に特色を持つことを思い立ち、また東工大在学中に日本民藝館を訪れ、濱田庄司や河井寛次郎の作品に触れ民芸の美に目覚め、また柳宗悦の民芸論に触れ鼓舞され,美的才能が無くとも優れた作品を生み出す事が出来る「民芸陶工の道」へと進むことを決意した。

### 濱田庄司の弟子
東京工業大学の前身であった東京高等工業学校の先輩であった濱田庄司に学生の時分から益子に直接出向いて弟子入りを志願し認められた。
東工大在学中から濱田の元で体験入門をし、大学1年目の夏季休暇は岐阜県駄知で轆轤修行をし、2年目の夏は益子の「小田部製陶所」で修行しながら、濱田の勧めにより西日本各地の民窯を見聞して回った。
そして3年目の夏は沖縄の壺屋で修行する段取りを整えたが、この頃から日米関係の雲行きが怪しくなってしまい、中止し実現出来なかった。
そして太平洋戦争の影響を受け、1941年（昭和16年）大学を繰り上げ卒業し徴兵検査を受け、翌年1942年（昭和17年）軍隊に入隊、更にその翌年の1943年（昭和18年）にはビルマに出征し、1945年（昭和20年）終戦を迎えた。
その後、タイのナコーンナーヨック捕虜収容所を経て1946年（昭和21年）に復員。
両親と共に東京から益子に移住し、ようやく濱田への正式な弟子入りを果たした。
濱田の下での修行は、昼間は土作りや窯入れ作品の支度や登り窯周辺のありとあらゆる手伝いや雑用に充てられ、夜間になってから同じく濱田の内弟子だった瀧田項一らと共に作陶修行に明け暮れた。
濱田の修行の内容は「肌で学び盗め」という徒弟制度であり、更に「学校で学んだ知識は一度捨てよ」「必要な知識は頭の根底に染み着いている」という禅問答に似た教えであり、その一方で濱田との会話では焼物や作陶論のみならず、人生論にまで及ぶ事もあった。

### 縄文象嵌技法へ
3年間の濱田窯での修行の後、濱田の紹介により栃木県窯業指導所（現：栃木県産業技術センター 窯業技術支援センター）の試験室へ技師として入所し、粘土や釉薬を徹底的に試験研究した。
その一方で、濱田に付いて全国各地の博物館や大学へ赴き、古代土器の標本複製の仕事を手伝い、ここから「縄文」への傾倒が始まった。
1953年（昭和28年）、指導所を退所し、濱田邸の隣に築窯し独立する。
初期の島岡は濱田と似たような釉薬、そして登り窯を使い作品を作っていたため自ずと「濱田庄司のコピー」が作られていた。そして濱田と同じような「名も無き職人」を目指していたが、ある時から濱田は島岡に対して、あくまで1人の個人作家として「自分の作品」を作るよう諭されるようになっていった。
そして1950年代後半から1960年代にかけ李氏朝鮮時代の象嵌技法からも影響を受け、組紐師である父に組んで貰った紐を使い縄文を施し、更に象嵌を成していく、「縄文象嵌」の技法を修得していった。

### 人間国宝
その後は日本のみならず世界各国で個展や出品、視察や作陶指導を行い。、
更に陶芸のみならず、「益子焼の普及」に寄与すべく、益子焼に関する取材に応じたり、数々の論文や書籍を数多く著した。
そして益子焼について、「濱田庄司という雲の上の大将」がいて、あとは皆、気ままに作陶活動をしている、と評した。
1964年（昭和39年）には日本民芸館賞、1980年（昭和55年）には栃木県文化功労章、1994年（平成6年）には日本陶磁協会賞金賞をそれぞれ受賞。
1996年（平成8年）の4月から6月まで、NHK教育テレビ番組「趣味百科」の｢陶芸に親しむ」に講師として出演した。
そして同年5月10日、「 民芸陶器（縄文象嵌）」で国指定重要無形文化財の技術保持者（人間国宝）として認定された。
1999年（平成11年）には 勲四等旭日小綬章を受章した。
2002年（平成14年）には栃木県では初めてとなる「栃木県名誉県民」の称号が贈られた。

### 逝去
2007年（平成19年）、個展のための窯焚きを始めた11月13日の朝に倒れ入院。病床にあっても「焼き過ぎるな」と窯焚きを引き継いだ島岡桂にメモを届け、作品の写真をベッドの上に並べて選び、個展の段取りや会場のレイアウトまで細かく指示を出していた。しかし、銀座の百貨店で開かれた個展に、初めて足を運ぶ事が出来なかった。そして個展最終日となった12月11日、「盛会に終わりました」との報告を受けて安心したのか、力尽きるように容態が急変した。
そして2007年（平成19年）12月11日。急性腎不全により逝去した。享年88。
同日従五位を追賜された。

### 上皇明仁と「島岡達三の大皿」
2016年（平成28年）8月8日、当時の天皇であり、現在の上皇明仁が「生前退位（譲位）」の意向を表明したビデオメッセージ「象徴としてのお務めについての天皇陛下のおことば」で、明仁の画面の右後ろに、島岡達三作陶による「縄文象眼と柿釉」の大皿が飾られていた。
宮内庁から明確な解答は得られなかったが、長女であり現在「島岡製陶所」専務を勤める筆谷淑子を始め、Twitterでのツイートなどで、多くの人々が「あの皿は島岡達三作陶の益子焼の大皿である」と認めた。
上皇明仁は1996年（平成8年）10月23日、半年前に人間国宝に認定されたばかりの島岡の工房を益子町に視察に訪れていた。その後、島岡は宮内庁にこの大皿を届けたという。

## 家族
父は組紐師の島岡米吉。長男は同じく益子焼の陶芸家である島岡龍太。
長女にガラス工芸家であり「島岡製陶所」専務やNPO法人「MCAA」などの益子町の各種役員を務める筆谷淑子。
淑子の夫で娘婿となる、日本美術院同人であった筆谷等観の孫である日本画家・筆谷等。
孫であり養嗣子に島岡窯：島岡製陶所2代目となる島岡桂。
同じく孫にガラス工芸家であり陶芸家でもある筆谷響がいる。

## 弟子
長期間の弟子や、短期滞在の弟子も取り、その数は100名前後に及んだという。そして益子焼の作家のみならず、他地域の窯元の弟子や、益子以外の他地域に窯を築窯した弟子もいる。また海外からの外国人の弟子も数多く受け入れ、海外で作陶活動を行っている。
- 明賀孝和[19][29]
- 五十嵐俊樹[19][29]
- 井上淳平[28]
- 岡田崇人[30][19][28][29][31][32][33][34]
- 笠原良子[35][36][28][31][37][38][39]
- 神谷正一[19][40][41]
- 川上真悟[28]
- 黒田泰蔵
- 後藤竜太[28][31][42][43]
- 小峠葛芳[44][45]
- 島岡桂[28][31]（筆谷桂[19][29]）
- 島岡龍太[19][18][29]
- 浜田英峰[19][28][29][31][46]
- 塚田広幸[28]
- 土屋典康[19][28]
- トニー・マーシュ (陶芸家)（英語: Tony_Marsh_(artist)）
- 野村朋香[47]
- 福田るい[19][28][29][48]
- 前山幸弘[19][29]
- 松崎健[19][28][31][49]
- 松崎融：木漆工芸家[19]
- 宮嶋正行[19][28][29][31]
- ユアン・クレイグ

## 参考資料
- 『日本のやきもの 伝統の窯元を訪ねて【東日本編】』日本放送出版協会、1997年6月25日、8-9頁。ISBN 4140803169。
- 小林真理『至高の名陶を訪ねる 陶芸の美』株式会社芸術新聞社、2022年8月14日、22-23頁。ISBN 9784875866503。

弟子の記事が掲載されている資料
- 『ｔｗｉｎ（月刊ツイン）33巻4号（365）2019年4月号「益子のタナゴコロ」「益子に出かける、その理由 ２」』株式会社ツインズ、2018年3月25日、10-11頁。栃木県立図書館検索結果。

：弟子である岡田崇人の記事が掲載されている。

## 関連資料
- 島岡達三『日本の陶芸7 益子』保育社〈カラーブックス　375〉、1976年11月5日、152頁。
- 島岡達三（講師）『陶芸に親しむ』日本放送出版協会〈NHK趣味百科〉、1996年4月1日。 NCID BA38049607。国立国会図書館サーチ：R100000002-I000002732122, R100000001-I27210050075665。